# Confederate Army of Kentucky
Het Army of Kentucky was een leger van de Geconfedereerde Staten van Amerika tijdens de Amerikaanse Burgeroorlog. 
Het Army of Kentucky kreeg zijn naam op 25 augustus 1862 toen generaal Edmund Kirby Smith oostelijk Kentucky binnenviel tijdens de Kentuckyveldtocht.  Het leger was samengesteld uit eenheden van het Zuidelijke Departement of Eastern Tennessee. Dit departement werd in het leven geroepen door Smith in februari 1862.
Dit leger bestond uit infanteriedivisies onder leiding van Henry Heth, Patrick Cleburne, Thomas J. Churchill en Carter L. Stevenson  en twee kleine cavaleriebrigades onder leiding van John Hunt Morgan en John S. Scott.
Na de Slag bij Perryville werd Kirby Smith gepromoveerd en kreeg hij het bevel over het Department of Trans-Mississippi. Zijn leger werd opgenomen in het Army of Tennessee.